# Phrynium sapiense
Phrynium sapiense är en strimbladsväxtart som först beskrevs av Clausager, Mood och Finn Borchsenius, och fick sitt nu gällande namn av Piyakaset Suksathan och Finn Borchsenius. Phrynium sapiense ingår i släktet Phrynium och familjen strimbladsväxter. Inga underarter finns listade.